# MTV Union Hamborn 02
MTV Union Hamborn 02 is een Duitse voetbalclub, uit Hamborn, een stadsdeel van Duisburg.

## Geschiedenis
De club werd opgericht in 1902 als SV Union 02 Hamborn en was voor de Tweede Wereldoorlog lange tijd actief op het hoogste niveau. In 1960 fuseerde de club met MTV Hamborn 06 tot het huidige MTV Union Hamborn 02.